# コアラボーイ コッキィ
『コアラボーイ コッキィ』は、テレビ東京系で1984年10月4日から1985年3月28日まで放送された、コアラを主人公にした子供向けアニメである

## 概要
小さいけれど緑にあふれ、自然の恩恵を受けた理想的な環境を持つ明るく楽しい平和な村ユーカリビレッジ。ここを舞台に、コアラの少年コッキィが仲間たちと繰り広げる動物ファンタジーアニメである。原則として人間は登場しないが、人間の行為が環境問題となってユーカリビレッジの生活を脅かすことはありえる。コアラ家族の住居はユーカリの樹木が入り組んだ自然の家となっている。登場キャラクターはすべて擬人化されていて住民はコアラだけでなくネコ、ウサギ、ペンギン、カンガルー、キーウィたちも住んでいてお互いに交流があり、彼らは現代文明の恩恵の中で生活している。村には人間の社会にある公共施設、郵便局、警察署、学校、町役場などが揃っている。
本作が放送された1984年から1985年当時は、オーストラリアのタロンガ動物園から多摩動物公園・東山動植物園・平川動物公園の3園にコアラが贈られており、日本国内においてコアラ人気が高まっていた時期であった（コアラ#コアラの飼育施設を参照）。
なお、トップクラフトが「風の谷のナウシカ」の後に制作した最後の作品となり、トップクラフトの創立者である原徹の没後、オリジナル日本語版は現在封印状態であり、バイアコム・インターナショナル版の英語吹き替えのみ現存している。

## キャラクター
コッキィ
声 - 藤田淑子
コアラの男の子。8〜10歳くらい。スポーツ万能で活発、遊び好きで自由奔放で友達も多い。
ミセス・オストー（ベラ）
声 - 浅井淑子
コッキィのママ。32歳くらい。おっとりした性格だが、活動家としての一面も持つ。
ミスター・オストー（メル）
声 - 東八郎
コッキィのパパ。34歳くらい。典型的ななまけ者で、普段はごろごろしている。職業はカメラマン。
ラーラ
声 - 中島千里
コッキィの妹。5歳くらい。世話好きでおしゃまな子。
フロッピー
声 - 頓宮恭子
コッキィの友達でインテリ風のウサギの男の子。メカの発明考案が得意。耳にはいつも携帯カセットテーププレーヤーのヘッドホンを着けている。
ミミー
声 - 荘真由美
ウサギの女の子でフロッピーの妹。ミーハー思考が強く噂が大好き。
ベティ
声 - 山本百合子
コッキィのガールフレンドのコアラ。優しく落ち着いた性格で上品な雰囲気。
ミス・ルイス
声 - 白石冬美
コアラ・マガジン社の記者。キャリア・ウーマン志向、ちょっと野心家っぽい行動が目立つ。
ウェザー
声 - 塩沢兼人
サバイバリスト風のさすらいネコ。天気予報などがよくあたる天才的才能を持つ。
モンガー
モモンガの男の子。ウェザーのことが大好きでいつも一緒にいる。
ニック
声 - 柴田由美子
パニーと双子の兄ペンギン。気が弱くて引っ込み思案で何をやってもへたくそだが、人一倍の努力家。
パニー
声 - つかせのりこ
ニックと双子の妹ペンギン。3メートルくらいは飛べる変なペンギン。無理に割り込む可愛いトラブルメーカー。
ワルサー、コルト、ルガー
カンガルーの三兄弟。いわゆるガキ大将たち。ワルサーはブーメランが得意である。

## スタッフ
- プロデューサー：長田義弘（OSADA Co.）、白川大作（博報堂）、原徹（トップクラフト）
- シリーズディレクター：棚沢隆
- キャラクターデザイン：小林一幸、小原秀一
- 脚本：うえのとしろう、吉田喜昭、八木津吉、渡辺奈々子、小川健一、松元力、三宅直子、高山鬼一、今泉俊昭、神戸守、近藤喜久、比留間さつき
- 絵コンテ・演出：棚沢隆、高垣幸蔵、山田勝久、三谷章夫、轟大輔、大町繁、佐々木正光、石黒育、松元竜矢、石丸進
- 作画監督：小林一幸、小原秀一、渡部高志、山岸廣、賀川愛、佐々木正広、石黒育、吉田正広、坪川正、内山正幸、昆進之介、小田部羊一
- 美術：岡田和夫
- 撮影監督：白神孝始
- 音楽：河野土洋
- 現像：東洋現像所
- 音響監督：山崎宏
- キャスティング協力：青二プロダクション
- プロダクションマネージャー：酒井澄
- スーパーバイザー：小林一幸
- アニメーション制作：トップクラフト
- 企画製作：博報堂、OSADA Co.

## 主題歌
主題歌は、当時「赤坂小町」という名前だったプリンセス・プリンセスが担当した。アルバム『赤坂小町』（TDCT-1131）の2曲目に主題歌が収録されている。
オープニングテーマ - 「コアラボーイ コッキィ」
作詞・作曲・編曲 - 長沢ヒロ / 歌 - 赤坂小町
エンディングテーマ - 「地図にない道」
作詞・作曲 - 恩田久義 / 編曲 - 長沢ヒロ / 歌 - 赤坂小町
レコード／TDKレコード
※アニメ放送時のクレジットでは「ちずにないみち」。

## 各話リスト
| 話数 | サブタイトル                 | 脚本           | 演出       | 絵コンテ   | 作画監督   | 放送日         |
| ---- | ---------------------------- | -------------- | ---------- | ---------- | ---------- | -------------- |
| 1    | クジラのコンテナ             | うえのとしろう | 棚沢 隆    | 高垣幸蔵   | 小林一幸   | 1984年 10月4日 |
| 1    | 空を飛んだペンギン           | 渡辺奈々子     | 棚沢 隆    | 高垣幸蔵   | 小原秀一   | 1984年 10月4日 |
| 2    | ぼくのママはスーパーママ     | 渡辺奈々子     | 棚沢 隆    | 高垣幸蔵   | 小原秀一   | 10月11日       |
| 2    | ユーカリを守れ               | 吉田喜昭       | 棚沢 隆    | 高垣幸蔵   | 渡部高志   | 10月11日       |
| 3    | 彼女は月の女神               | 三宅直子       | 棚沢 隆    | 山田勝久   | 小林一幸   | 10月18日       |
| 3    | パパのおなかをへこませろ     | 小川健一       | 佐々木正光 | 高垣幸蔵   | 佐々木正広 | 10月18日       |
| 4    | サーカスでハッスル           | 松元 力        | 三谷章夫   | 三谷章夫   | 石黒 育    | 10月25日       |
| 4    | 特ダネをさがせ               | 三宅直子       | 轟 大輔    | 高垣幸蔵   | 山岸 廣    | 10月25日       |
| 5    | 飛んだユーカリの木           | うえのとしろう | 棚沢 隆    | 棚沢 隆    | 吉田正広   | 11月1日        |
| 5    | カモメハシのダクビー         | 高山鬼一       | 佐々木正光 | 佐々木正光 | 佐々木正広 | 11月1日        |
| 6    | バニーの看護婦さん           | 吉田喜昭       | 石黒 育    | 石黒 育    | 賀川 愛    | 11月8日        |
| 6    | 空とぶドクター               | 吉田喜昭       | 轟 大輔    | 高垣幸蔵   | 山岸 廣    | 11月8日        |
| 7    | ラーラはママになるの         | 渡辺奈々子     | 棚沢 隆    | 高垣幸蔵   | 小林一幸   | 11月15日       |
| 7    | パン切りナイフ山にアタック   | 松元 力        | 轟 大輔    | 轟 大輔    | 山岸 廣    | 11月15日       |
| 8    | 恐竜の卵                     | 八木津吉       | 棚沢 隆    | 高垣幸蔵   | 吉田正広   | 11月22日       |
| 8    | 走れウインナー号             | 今泉俊昭       | 三谷章夫   | 三谷章夫   | 坪川 正    | 11月22日       |
| 9    | ママのたんじょう日プレゼント | 八木津吉       | 石黒 育    | 石黒 育    | 石黒 育    | 11月29日       |
| 9    | ぬけなくなった花びん         | 渡辺奈々子     | 轟 大輔    | 高垣幸蔵   | 山岸 廣    | 11月29日       |
| 10   | 夜空のおくりもの             | 吉田喜昭       | 石黒 育    | 石黒 育    | 賀川 愛    | 12月6日        |
| 10   | 蝶々を救おうよ               | 吉田喜昭       | 轟 大輔    | 高垣幸蔵   | 山岸 廣    | 12月6日        |
| 11   | コッキィの子守り騒動         | 八木津吉       | 棚沢 隆    | 高垣幸蔵   | 渡部高志   | 12月13日       |
| 11   | カメラはつらいよ             | 今泉俊昭       | 轟 大輔    | 高垣幸蔵   | 山岸 廣    | 12月13日       |
| 12   | パパの作った料理             | 吉田喜昭       | 轟 大輔    | 高垣幸蔵   | 山岸 廣    | 12月20日       |
| 12   | 世界一大きな絵               | 八木津吉       | 大町 繁    | 高垣幸蔵   | 内山正幸   | 12月20日       |
| 13   | カエルにされたウェザー       | うえのとしろう | 棚沢 隆    | 山田勝久   | 吉田正広   | 12月27日       |
| 13   | パパのみつけた蝶々           | 神戸 守        | 轟 大輔    | 高垣幸蔵   | 山岸 廣    | 12月27日       |
| 14   | 恋っておなかがすくものなの   | 八木津吉       | 棚沢 隆    | 棚沢 隆    | 小原秀一   | 1985年 1月3日  |
| 14   | 大空の散歩                   | 松元 力        | 三谷章夫   | 三谷章夫   | 坪川 正    | 1985年 1月3日  |
| 15   | ダグビーの大発見             | 高山鬼一       | 棚沢 隆    | 松元竜矢   | 小原秀一   | 1月10日        |
| 15   | メール爺さんの老眼鏡         | うえのとしろう | 大町 繁    | 高垣幸蔵   | 昆進之介   | 1月10日        |
| 16   | ゆうれい船が現れた           | 吉田喜昭       | 石黒 育    | 高垣幸蔵   | 石黒 育    | 1月17日        |
| 16   | ユーカリ子供新聞             | 八木津吉       | 三谷章夫   | 三谷章夫   | 賀川 愛    | 1月17日        |
| 17   | ワルサーのブーメラン         | 近藤喜久       | 棚沢 隆    | 高垣幸蔵   | 小林一幸   | 1月24日        |
| 17   | トランシーバー作戦           | 松元 力        | 棚沢 隆    | 高垣幸蔵   | 渡部高志   | 1月24日        |
| 18   | それいけオリエンテーリング   | 三宅直子       | 棚沢 隆    | 高垣幸蔵   | 渡部高志   | 1月31日        |
| 18   | あきれた白雪姫               | 八木津吉       | 轟 大輔    | 高垣幸蔵   | 山岸 廣    | 1月31日        |
| 19   | ぼくらは名探偵               | 松元 力        | 棚沢 隆    | 高垣幸蔵   | 小原秀一   | 2月7日         |
| 19   | ぼくはお城の王さまだ         | 八木津吉       | 大町 繁    | 高垣幸蔵   | 昆進之介   | 2月7日         |
| 20   | ごめんねウェザー             | 比留間さつき   | 棚沢 隆    | 高垣幸蔵   | 小林一幸   | 2月14日        |
| 20   | 子供発明コンクール           | 吉田喜昭       | 大町 繁    | 高垣幸蔵   | 昆進之介   | 2月14日        |
| 21   | バニーの大決心               | 比留間さつき   | 石黒 育    | 石黒 育    | 小田部羊一 | 2月21日        |
| 21   | 時計台のたんじょうび         | 三宅直子       | 轟 大輔    | 高垣幸蔵   | 山岸 廣    | 2月21日        |
| 22   | 花の女王はだれだ             | 比留間さつき   | 棚沢 隆    | 石丸 進    | 吉田正広   | 2月28日        |
| 22   | とんでいったモンガー         | 三宅直子       | 轟 大輔    | 高垣幸蔵   | 山岸 廣    | 2月28日        |
| 23   | 文明に挑戦するんだ           | 八木津吉       | 棚沢 隆    | 石丸 進    | 小原秀一   | 3月7日         |
| 23   | SL機関士コッキィ             | 吉田喜昭       | 棚沢 隆    | 高垣幸蔵   | 小林一幸   | 3月7日         |
| 24   | おこずかい値上して           | 八木津吉       | 棚沢 隆    | 棚沢 隆    | 小林一幸   | 3月14日        |
| 24   | 犯人はだれだ                 | 八木津吉       | 棚沢 隆    | 高垣幸蔵   | 渡部高志   | 3月14日        |
| 25   | 幻の鳥モア                   | 渡辺奈々子     | 大町 繁    | 高垣幸蔵   | 内山正幸   | 3月21日        |
| 25   | 新しい友だちモア             | 渡辺奈々子     | 大町 繁    | 高垣幸蔵   | 内山正幸   | 3月21日        |
| 26   | モンガーの大滑空             | 松元 力        | 佐々木正光 | 佐々木正光 | 佐々木正広 | 3月28日        |
| 26   | まぼろしのUFO                | 吉田喜昭       | 棚沢 隆    | 石丸 進    | 小原秀一   | 3月28日        |

## 放送局
| 放送地域   | 放送局         | 放送日時                  | 放送系列                      | 備考                                            |
| ---------- | -------------- | ------------------------- | ----------------------------- | ----------------------------------------------- |
| 関東広域圏 | テレビ東京     | 木曜 19:00 - 19:30        | テレビ東京系列                | 幹事局                                          |
| 大阪府     | テレビ大阪     | 木曜 19:00 - 19:30        | テレビ東京系列                |                                                 |
| 愛知県     | テレビ愛知     | 木曜 19:00 - 19:30        | テレビ東京系列                |                                                 |
| 岩手県     | 岩手放送       | 月曜 - 木曜 16:07 - 16:35 | TBS系列                       | 現・IBC岩手放送。本放送終了後、1986年頃に放送。 |
| 山形県     | 山形テレビ     | 土曜 6:00 - 6:30          | フジテレビ系列                |                                                 |
| 宮城県     | ミヤギテレビ   | 日曜 7:30 - 8:00          | 日本テレビ系列                |                                                 |
| 福島県     | 福島テレビ     | 日曜 9:30 - 10:00         | フジテレビ系列                |                                                 |
| 新潟県     | 新潟総合テレビ | 土曜 8:00 - 8:30          | フジテレビ系列                | 現・NST新潟総合テレビ。                         |
| 長野県     | テレビ信州     | 日曜 7:30 - 8:00          | 日本テレビ系列 テレビ朝日系列 |                                                 |
| 熊本県     | テレビ熊本     | 土曜 7:30 - 8:00          | フジテレビ系列 テレビ朝日系列 |                                                 |